# Telmisartan
Telmisartan, được bán dưới tên thương mại Micardis, là một loại thuốc dùng để điều trị huyết áp cao, suy tim và bệnh thận tiểu đường. Đó là một điều trị ban đầu hợp lý cho huyết áp cao. Nó được dùng bằng đường uống. Các phiên bản có sẵn như là sự kết hợp telmisartan/hydrochlorothiazide và telmisartan/amlodipine.
Các tác dụng phụ thường gặp bao gồm nhiễm trùng đường hô hấp trên, tiêu chảy và đau lưng. Tác dụng phụ nghiêm trọng có thể bao gồm các vấn đề về thận, huyết áp thấp và phù mạch. Sử dụng trong thai kỳ có thể gây hại cho em bé và sử dụng khi không cho con bú. Nó là một chất đối kháng thụ thể angiotensin II và hoạt động bằng cách ngăn chặn tác dụng của angiotensin II.
Telmisartan được cấp bằng sáng chế vào năm 1991 và được đưa vào sử dụng y tế vào năm 1999. Nó có sẵn như là một loại thuốc chung chung. Một tháng cung cấp tại Vương quốc Anh chi phí NHS ít hơn £ 2 vào năm 2019. Tại Hoa Kỳ, chi phí bán là khoảng 10 USD. Trong năm 2016, đây là loại thuốc được kê đơn nhiều thứ 246 tại Hoa Kỳ, với hơn 1,9 triệu đơn thuốc.

## Sử dụng trong y tế
Telmisartan được sử dụng để điều trị huyết áp cao, suy tim và bệnh thận tiểu đường. Đó là một điều trị ban đầu hợp lý cho tăng huyết áp.

## Chống chỉ định
Telmisartan có chống chỉ định trong thai kỳ. Giống như các loại thuốc khác ảnh hưởng đến hệ thống angiotensin (RAS) của renin, telmisartan có thể gây dị tật bẩm sinh, thai chết lưu và tử vong sơ sinh. Người ta không biết liệu thuốc đi vào sữa mẹ. Ngoài ra, nó được chống chỉ định trong hẹp động mạch thận hai bên, trong đó nó có thể gây suy thận.

## Tác dụng phụ
Tác dụng phụ tương tự như các thuốc đối kháng thụ thể angiotensin II khác và bao gồm nhịp tim nhanh và nhịp tim chậm (nhịp tim nhanh hoặc chậm), hạ huyết áp (huyết áp thấp) và phù (sưng cánh tay, chân, môi, lưỡi hoặc họng). Phản ứng dị ứng cũng có thể xảy ra.

## Tương tác
Do cơ chế hoạt động của nó, telmisartan làm tăng nồng độ kali trong máu. Kết hợp với các chế phẩm kali hoặc thuốc lợi tiểu tiết kiệm kali có thể gây tăng kali máu (nồng độ kali quá mức). Kết hợp với NSAID, đặc biệt ở những bệnh nhân bị suy thận, có nguy cơ gây suy thận (thường là hồi phục).
Một Số Thuốc sẽ tương tác khi dùng chung với thuốc :
- Aliskiren
- Benazepril
- Captopril
- Enalapril
- Enalaprilat
- Fosinopril
- Lisinopril
- Moexipril
- Perindopril erbumine
- Quinapril
- Ramipril
- Topotecan
- Trandolapril
- Trimethoprim
- Aceclofenac
- Acemetacin
- Amtolmetin guacil
- Aspirin
- Bromfenac
- Bufexamac
- Celecoxib
- Choline salicylate
- Clonixin
- Dexibuprofen
- Dexketoprofen
- Diclofenac
- Diflunisal
- Digoxin
- Dipyrone
- Etodolac
- Etofenamate
- Etoricoxib
- Felbinac
- Fenoprofen
- Fepradinol
- Feprazone
- Floctafenine
- Axit flufenamic
- Flurbiprofen
- Ibuprofen
- Indomethacin
- Ketoprofen
- Ketorolac
- Lithi
- Lornoxicam
- Loxoprofen
- Lumiracoxib
- Meclofenamate
- Axit mefenamic
- Meloxicam
- Morniflumate
- Nabumetone
- Naproxen
- Nepafenac
- Axit niflumic
- Nimesulide
- Oxaprozin
- Oxyphenbutazone
- Parecoxib
- Phenylbutazone
- Piketoprofen
- Piroxicam
- Pranoprofen
- Proglumetacin
- Propyphenazone
- Proquazone
- Rofecoxib
- Axit salicylic
- Salsalate
- Natri salicylat
- Sulindac
- Tenoxicam
- Axit tiaprofenic
- Axit tolfenamic
- Tolmetin
- Valdecoxib

## Dược lý

### Cơ chế hoạt động
Telmisartan là một thuốc chẹn thụ thể angiotensin II cho thấy ái lực cao với thụ thể angiotensin II loại 1 (AT1), với ái lực gắn kết lớn hơn 3000 lần so với AT1 so với AT2
Ngoài việc ức chế hệ RAS, telmisartan còn là một chất điều biến chọn lọc Peroxisome proliferator-activated receptor-gamma(PPAR-γ), một yếu tố phiên mã điều hòa bộc lộ các gen liên quan đến đáp ứng insulin và chuyển hóaglucose. Người ta tin rằng cơ chế tác động kép của telmisartan có thể mang lại lợi ích bảo vệ chống lại tổn thương mạch máu và thận do bệnh tiểu đường và bệnh tim mạch (CVD).

### Dược động học
Chất này được hấp thu nhanh chóng nhưng ở mức độ khác nhau ở ruột. Sinh khả dụng trung bình là khoảng 50% (42-100%). Lượng thức ăn không có ảnh hưởng liên quan đến kết cục lâm sàng đối với động học của telmisartan. Liên kết với protein huyết tương là hơn 99,5%, chủ yếu là albumin và glycoprotein axit alpha-1. Nó có thời gian bán hủy dài nhất trong nhóm ARB (24 giờ)  và khối lượng phân phối lớn nhất trong số các ARB (500 lít). Ít hơn 3% telmisartan bị bất hoạt bởi glucuronidation ở gan và hơn 97% được loại bỏ ở dạng không đổi qua mật và phân.